# Asemeia
Genre
Asemeia est un genre de plantes à fleurs de la famille des Polygalaceae. Il comprend environ 29 espèces.

## Liste d'espèces
Selon Tropicos (18 février 2022) :
- Asemeia acuminata (Willd.) J.F.B. Pastore & J.R. Abbott, 2012
- Asemeia cumulicola (Small) Small, 1933
- Asemeia echinosperma (Görts) J.F.B. Pastore & J.R. Abbott, 2012
- Asemeia extraaxillaris (Chodat) J.F.B. Pastore & J.R. Abbott, 2012
- Asemeia floribunda (Benth.) J.F.B. Pastore & J.R. Abbott, 2012
- Asemeia glabra (A.W. Benn.) J.A. Pastore & J.R. Abbott, 2012
- Asemeia grandiflora (Walter) Small, 1933
- Asemeia hebeclada (DC.) J.F.B. Pastore & J.R. Abbott, 2012
- Asemeia hirsuta (A. St.-Hil. & Moq.) J.F.B. Pastore & J.R. Abbott, 2012
- Asemeia hondurana (Chodat) J.F.B. Pastore & J.R. Abbott, 2012
- Asemeia ignatii (Chodat) J.A. Pastore & J.R. Abbott, 2012
- Asemeia ilheotica (Wawra) J.A. Pastore & J.R. Abbott, 2012
- Asemeia leiodes (S.F. Blake) Small, 1933
- Asemeia lindmaniana (Chodat) J.A. Pastore & J.R. Abbott, 2012
- Asemeia marquesiana (J.F.B. Pastore & T.B. Cavalc.) J.A. Pastore & J.R. Abbott, 2012
- Asemeia martiana (A.W. Benn.) J.F.B. Pastore & J.R. Abbott, 2012
- Asemeia miamiensis (Small) Small, 1933
- Asemeia mollis (Kunth) J.A. Pastore & J.R. Abbott, 2012
- Asemeia monninoides (Kunth) J.F.B. Pastore & J.R. Abbott, 2012
- Asemeia monticola (Kunth) J.F.B. Pastore & J.R. Abbott, 2012
- Asemeia ovata (Poir.) J.F.B. Pastore & J.R. Abbott, 2012
- Asemeia parietaria (Chodat) J.F.B. Pastore & J.R. Abbott, 2012
- Asemeia pohliana (A. St.-Hil.) J.A. Pastore & J.R. Abbott, 2012
- Asemeia pseudohebeclada (Chodat) J.A. Pastore & J.R. Abbott, 2012
- Asemeia rhodoptera (Mart. ex A.W. Benn.) J.A. Pastore & J.R. Abbott, 2012
- Asemeia rosea (Michx.) Raf., 1838
- Asemeia securidaca (Chodat) J.F.B. Pastore & J.R. Abbott, 2012
- Asemeia tobatiensis (Chodat) J.F.B. Pastore & J.R. Abbott, 2012
- Asemeia violacea (Aubl.) J.F.B. Pastore & J.R. Abbott, 2012

Selon GBIF (18 février 2022) :
- Asemeia acuminata  (Willd.) J.F.B.Pastore & J.R.Abbott
- Asemeia apopetala  (Brandegee) J.F.B.Pastore & J.R.Abbott
- Asemeia echinosperma  (Görts) J.F.B.Pastore & J.R.Abbott
- Asemeia extraaxillaris  (Chodat) J.F.B.Pastore & J.R.Abbott
- Asemeia floribunda  (Benth.) J.F.B.Pastore & J.R.Abbott
- Asemeia galmeri  (Chodat) J.F.B.Pastore & J.R.Abbott
- Asemeia glabra  (Chodat) J.F.B.Pastore & J.R.Abbott
- Asemeia grandiflora  (Walter) Small
- Asemeia hebeclada  (DC.) J.F.B.Pastore & J.R.Abbott
- Asemeia hirsuta  (A.St.-Hil. & Moq.) J.F.B.Pastore & J.R.Abbott
- Asemeia hondurana  (Chodat) J.F.B.Pastore & J.R.Abbott
- Asemeia ignatii  (Chodat) J.F.B.Pastore & J.R.Abbott
- Asemeia ilheotica  (Wawra) J.F.B.Pastore & J.R.Abbott
- Asemeia lindmaniana  (Chodat) J.F.B.Pastore & J.R.Abbott
- Asemeia marquesiana  (J.F.B.Pastore & J.R.Abbott) J.F.B.Pastore & J.R.Abbott
- Asemeia martiana  (A.W.Benn.) J.F.B.Pastore & J.R.Abbott
- Asemeia mollis  (Kunth) J.F.B.Pastore & J.R.Abbott
- Asemeia monninoides  (Kunth) J.F.B.Pastore & J.R.Abbott
- Asemeia monticola  (Kunth) J.F.B.Pastore & J.R.Abbott
- Asemeia ovata  (Poir.) J.F.B.Pastore & J.R.Abbott
- Asemeia parietaria  (Chodat) J.F.B.Pastore & J.R.Abbott
- Asemeia pohliana  (A.St.-Hil. & Moq.) J.F.B.Pastore & J.R.Abbott
- Asemeia pseudohebeclada  (Chodat) J.F.B.Pastore & J.R.Abbott
- Asemeia rhodoptera  (Chodat) J.F.B.Pastore & J.R.Abbott
- Asemeia securidaca  (Chodat) J.F.B.Pastore & J.R.Abbott
- Asemeia sphaerospora  (Chodat) J.F.B.Pastore & J.R.Abbott
- Asemeia tobatiensis  (Chodat) J.F.B.Pastore & J.R.Abbott
- Asemeia tonsa  (S.F.Blake) J.F.B.Pastore & J.R.Abbott
- Asemeia violacea  (Aubl.) J.F.B.Pastore & J.R.Abbott